# علم الأعصاب بين الأشخاص
علم الأعصاب بين الأشخاص أو البيولوجيا العصبية بين الأشخاص أو البيولوجيا العصبية العلائقية هو إطار متعدد التخصصات يرتبط بالتطور البشري والأداء. تم تطويره في التسعينيات من قبل دانيال جاي سيغل الذي سعى إلى الجمع بين مجموعة واسعة من التخصصات العلمية في إظهار كيفية تكامل العقل والدماغ والعلاقات لتغيير بعضها البعض. في البيولوجيا العصبية العلائقية يُنظر إلى العقل على أنه عملية تنظم تدفق كل من الطاقة والمعلومات من خلال دائرته العصبية، والتي يتم بعد ذلك مشاركتها وتنظيمها بين الناس من خلال المشاركة والتواصل. بالاعتماد على نظرية الأنظمة، اقترح سيغل أن هذه العمليات المتكاملة ضمن العلاقات الشخصية يمكن أن تشكل النضج المبرمج وراثيًا للجهاز العصبي. وهكذا يعتقد سيغل أن العقل له صفة غير قابلة للاختزال تُعلِم منهجه.

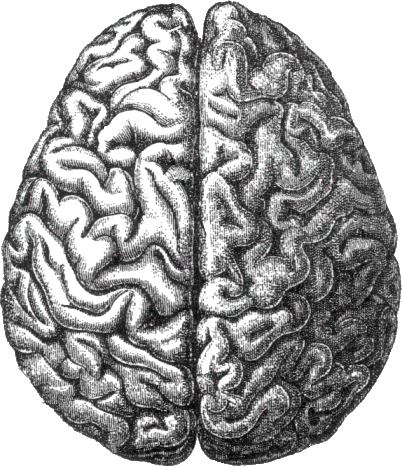
دماغ إنسان

يقترح علم الأعصاب بين الأشخاص أيضًا أن هناك تأثيرًا كبيرًا للخبرات الشخصية على نمو الدماغ خلال سنوات النمو المبكرة. يفترض سيغل أن الاضطرابات في استمرارية مقدم الرعاية ووجوده وتوافره تؤدي إلى اضطرابات التعلق التي تظهر كتغييرات جسدية في الهياكل العصبية التي تشكل تصور الواقع. الادعاء هو أن هذا يمكن أن يؤثر على الذكاء العاطفي للفرد، وتعقيد السلوكيات، ومرونة الاستجابات في وقت لاحق من الحياة. وبالتالي يُقال أن علم الأعصاب بين الأشخاص هو تفاعل منهجي «سبب ونتيجة» بين التركيب الجيني والتجارب الاجتماعية التي تؤثر على الأداء العصبي البيولوجي والنفسي.

## تاريخ
في جامعة كاليفورنيا، جمع سيغل مجموعة من الأكاديميين من تخصصات الأنثروبولوجيا والفيزياء وعلم الأعصاب وعلم الاجتماع واللغويات وعلم الوراثة والطب النفسي وغير ذلك. في هذا الاجتماع جادل بأن الفهم المعاصر لـ «العقل» وتأثير العلاقات الاجتماعية على نمو / أداء الدماغ كان متخلفًا.
بشكل عام، في ذلك الوقت لم يكن هناك اتفاق حول معنى العقل. إن النداء الأقدم والذي لا يزال شائعًا هو نص أبقراط حول المرض المقدس (الصرع) الذي يشير إلى العقل على أنه "نشاط الدماغ'' وقد جادل بعض علماء الاجتماع واللغويين وعلماء الأنثروبولوجيا الذين جادلوا بأن العقل يحدث أيضًا بيننا، ليس فقط داخلنا رؤوسنا. مثل هذه المواقف مثيرة للجدل، وقد سخر علماء الأعصاب والأطباء من عبثية وجهة النظر العلائقية للعقل، واقترحوا أن جميع أفكارنا ومشاعرنا، وبالتالي عقولنا هي نتيجة لنشاط الدماغ، هذه هي النظرة القياسية المتوافقة مع ويليام جيمس 1890 نصوص مبادئ علم النفس. ومع ذلك جادل سيغل أنه نظرًا لأن الدراسات التنموية لعلاقات ارتباط الطفل قد أظهرت أن علاقات الطفل المقطوعة مع الوالدين يمكن أن تعيق النمو، وفي بعض الأحيان تتسبب في الوفاة، كما هو موضح لأول مرة في نص سيغموند فرويد في عام 1927 "سؤال التحليل العادي''، كان هناك ما يبرر وجهة نظر أكثر شمولية.
في مناقشة تعريف العمل متعدد التخصصات للعقل، اقترح سيغل بدلاً من ذلك أن العقل هو عملية مجسدة وعلائقية تنظم تدفق الطاقة والمعلومات. على مدى السنوات الأربع والنصف التالية، بدأ سيغل وأولئك الذين اتفقوا معه في بناء إطار عمل لبيولوجيا الأعصاب الشخصية. الأكاديميون الآخرون الذين ساهموا أيضًا في مفهوم البيولوجيا العصبية بين الأشخاص هم: آلان شور، لويس كوزولينو، بوني بادنوخ.

## نواحي
يهدف مفهوم العلاقة بين الدماغ والعقل أو مثلث الرفاهية في البيولوجيا العصبية بين الأشخاص إلى توضيح كيف يشكل العقل والتفاعلات الاجتماعية الروابط العصبية للدماغ. يتفاعل كل جانب مع الجوانب الأخرى لإنشاء حلقات تغذية مرتدة مستمرة تشبه النظام المفتوح للعقل والدماغ والعلاقات التي تستجيب باستمرار للتجارب الجديدة من خلال المرونة العصبية.

### الدماغ والجسم
مثل النماذج الأخرى للعلاقة بين العقل والجسد، يرى علم الأعصاب بين الأشخاص أن الدماغ والجسم مرتبطان ارتباطًا وثيقًا. في الواقع، هناك «أدمغة» متعددة داخل الجسم، من حيث المجموعات العصبية. تحتوي الأمعاء البشرية على ما يقرب من 100,000,000 خلية عصبية «دماغ الأمعاء»، وهي متصلة بشبكات عصبية أخرى و «الدماغ في الجمجمة». تصف نظرية بوليفاغال لستيفن بورجيس كيف أن نظام العصب المبهم مركزي لربط الشبكات العصبية في جميع أنحاء الجسم.
يحاول نموذج يد سيغل للدماغ تبسيط تعقيد تكوين الدماغ في التأكيد على التفاعل بين جذع الدماغ والأنظمة الحوفية (الحصين واللوزة) وقشرة الفص الجبهي الوسطى، وبالتالي، العلاقات بين الدماغ والعقل.

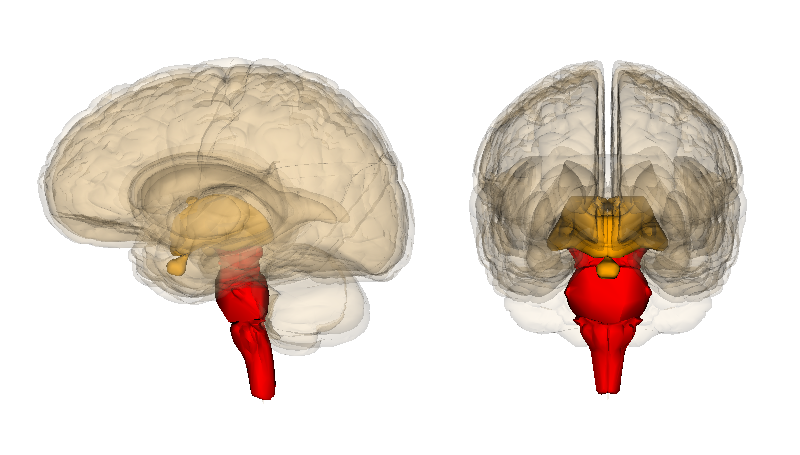
جذع الدماغ

- جذع الدماغ: يتمثل الدور الرئيسي لجذع الدماغ في التنظيم. يتحكم هذا التوسط للجهاز العصبي اللاإرادي (بما في ذلك الجهاز العصبي الودي ولا ودي) في توازن معدل ضربات القلب والتنفس والجوع والراحة، بالإضافة إلى استجاباتنا للقتال/الهروب/التجميد/الخافتة للتهديدات المتصورة، وأكثر من ذلك.

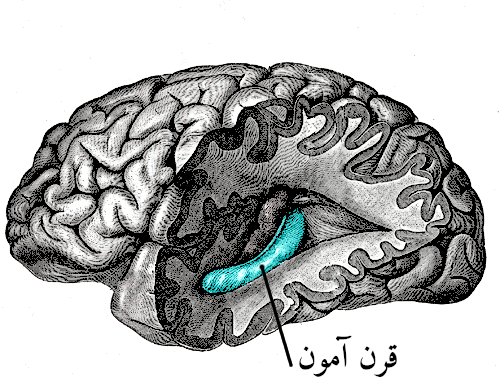
الحصين (قرن آمون)

- الحصين (قرن آمون): الحصين هو أفضل بنية ذاكرة معروفة في الدماغ. يرتبط بشكل ملحوظ بالذاكرة الصريحة والتوضيحية ويبدأ التطور في حوالي 18 شهرًا من العمر.

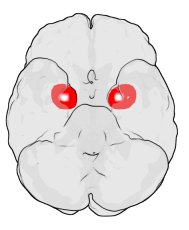
موقع اللوزة في الدماغ البشري

- اللوزة: تعالج اللوزة بشكل أساسي الذكريات الضمنية والاستجابات العاطفية والقرارات. مفتاح الاستجابات العاطفية هو توسطها في الخوف، واستيعاب المعلومات وتحليلها بسرعة بشكل أسرع من الإدراك الواعي لتحفيز استجابة طيران / قتال من خلال جذع الدماغ.

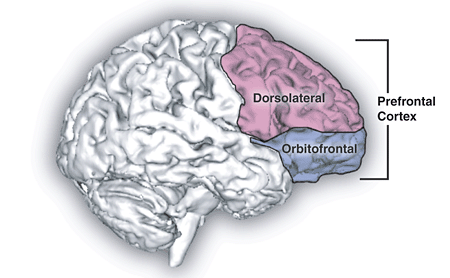
قشرة الفص الجبهي

- قشرة الفص الجبهي: داخل قشرة الفص الجبهي للدماغ توجد منطقة الفص الجبهي الوسطى، بما في ذلك القشرة الأمامية الجبهية والتلفيف الجبهي الإنسي والقشرة الأمامية الجبهية البطنية. هذه المناطق هي المسؤولة عن القدرات الوظيفية العالية للأفكار / الأفكار المجردة والتفكير والتخطيط للمستقبل. تم ربط المنطقة أيضًا بتنظيم الجهاز العصبي اللاإرادي والإدراك الاجتماعي والأخلاق والوعي الذاتي.[8]

القرب الوثيق بين الجهاز الحوفي (الحصين واللوزة) وجذع الدماغ

بسبب القرب الشديد لقشرة الفص الجبهي الأوسط، وجذع الدماغ، والأنظمة الحوفية في اللوزة والحصين، جادل سيغل بأن تكامل هذه المناطق عبر قشرة الفص الجبهي هو الذي يتحكم في تسع وظائف بيولوجية عصبية أساسية وشخصية، بما فيها: تنظيم الجسم، الاتصال المتناغم، التوازن العاطفي، مرونة الاستجابة، تعديل الخوف، العطف، الوعي الأخلاقي، الحدس.

### عقل
في علم الأعصاب بين الأشخاص العقل هو العملية المجسدة والعلائقية التي تنظم تدفق الطاقة والمعلومات داخل الأدمغة وفيما بينها. تم تقسيم مصطلح العقل في مثلث الوجود البشري بشكل أكبر إلى الجوانب الأربعة للعقل.
التجربة الذاتية - تصور الفرد وملمسه الحسي للحياة
(الوعي) - تجربة المعرفة أو الإدراك، والمعرفة التي ندركها
معالجة المعلومات - بنفس الطريقة التي يجمع بها الحاسوب المعلومات ويخزنها ويستخدمها وينتجها، يعالج العقل أنماط الطاقة التي ترمز إلى سلسلة من الكيانات التي يتم فيها الوصول إلى هذه المعلومات واستخدامها في أنشطة عقلية أخرى.
التنظيم الذاتي - عندما تتمايز أجزاء النظام المعقد ثم ترتبط، تنظم تدفق الطاقة والمعلومات الخاصة بظهورها. يتسبب فشل التنظيم الذاتي في حدوث فوضى أو تكشف صارم للأحداث. في حالة علم الأعصاب بين الأشخاص وسط مواجهة ظروف معاكسة، تصاعد الأفراد في دورات فوضوية/جامدة.

### علاقات
في علم التخلق يمكن أن يحدث التطور النفسي من خلال التبادل ثنائي الاتجاه بين الوراثة والبيئة، مع تأثير ثقافتنا وبيئتنا المحيطة على شخصية المرء. يعزز علم الأعصاب بين الأشخاص التخلق اللاجيني، ويصرخ بأن إطلاق الخلايا العصبية من تجارب/علاقات مختلفة يمكن أن يغير الجزيئات التنظيمية التي تتحكم في التعبير الجيني، وبالتالي تشكيل نشاط وبنية الدوائر العصبية. تعمل الشبكات العصبية المرتبطة بتجارب التأثير السلبي على تطوير محاور أكثر سمكًا وتغصنات أكثر، مما يسمح لهذا التأثير بالتأثير على السلوك بشكل أسرع وأكثر كثافة من المعلومات القادمة من قشرة الفص الجبهي. لا يمكن تصديق أن الشبكات العصبية المرتبطة بتجارب التأثير الإيجابية لا يتم الاحتفاظ بها جيدًا وتأثيرها في الدماغ نظرًا لافتقارها إلى أهميتها للبقاء على قيد الحياة. ومن ثم يُفترض أن التجارب السلبية في علم الأعصاب بين الأشخاص هي «طرق سريعة فائقة» للوصلات العصبية بين اللوزة وجذع الدماغ، والتي يتم تعزيزها بسهولة من خلال التكرار العقلي والتحيز المتعمد. من خلالها يمكن لمثل هذه الروابط البشرية أن تخلق وتشكل روابط عصبية، ينبثق العقل. يجادل علم الأعصاب بين الأشخاص أن هذا يغير بشكل مباشر عمليات الذاكرة والعاطفة والوعي الذاتي داخل الجهاز الحوفي. هذا يمثل مشكلة في تطوير اختلالات كيميائية غير مواتية والتغيرات الهيكلية العصبية المرتبطة بالاكتئاب والقلق وما إلى ذلك.

### دمج
يشير سيغل إلى التكامل على أنه عملية ربط الأجزاء المتباينة في كل وظيفي. في علم الأعصاب بين الأشخاص، التكامل هو الطاقة المترابطة وتدفق المعلومات بين العلاقات والدماغ والعقل. يرى علم الأعصاب بين الأشخاص أن العلاقات بين الأشخاص في وقت مبكر من الحياة قد تشكل الهياكل العصبية التي تخلق تمثيلات للتجربة، مما يسمح برؤية متماسكة للعالم. وبذلك قد تسهل العلاقات أو تمنع تكامل تجربة شاملة ومتماسكة. باستخدام التصوير المغناطيسي للدماغ، تكشف التوافقيات العصبية عن كيفية عمل الدماغ من خلال موجات من النشاط الكهربائي التي توظف مجموعة من المناطق المتباينة في تنسيق. إذا أصبح الاندماج ضعيفًا، ربما على الرغم من ضعف العلاقات بين الرضع ومقدمي الرعاية، يؤكد علم الأعصاب بين الأشخاصأن الأفراد قد يقعون في أنماط سلوك «فوضوية» أو «جامدة»، وربما يفسر سبب «توقف» النمو لدى هؤلاء الأفراد.

#### مجالات التكامل المحتمل
يعتقد سيغل في علم الأعصاب بين الأشخاص أن هناك تسعة مجالات للتكامل حتمية لصحة الدماغ:
الوعي - التفريق بين المعرفة والمعرفة لما ندركه.
ثنائي - الوظائف المتباينة لنصفي الكرة الأيمن والأيسر.
عمودي - يربط إشارات الجسم والمناطق العصبية السفلية من جذع الدماغ ومنطقة الأطراف بالمناطق القشرية العليا.
الذاكرة - ربط العناصر المتمايزة للذاكرة الضمنية بالسيرة الذاتية والتجربة الواقعية للذاكرة الصريحة.
السرد - فهم الذاكرة والتجربة بحيث يجد المرء معنى في الأحداث التي وقعت.
الدولة - احترام الحالات الذهنية المتباينة التي تشكل مجموعة واسعة من مجموعات الذاكرة والفكر والسلوك والعمل التي هي طبيعة ذواتنا متعددة الطبقات.
العلاقات الشخصية - تكريم التجربة الداخلية لبعضنا البعض والربط في التواصل المحترم.
مؤقت - القدرة على تمثيل «الوقت» أو التغيير في الحياة والتفكير في «مرور الوقت» (على سبيل المثال، الحياة مقابل الموت).
الهوية - إحساس بالقوة والتماسك من المحتمل أن يرتبط بمشاعر الانتماء.

## التأثير على الارتباط والتنمية
في نظرية التعلق وعلم النفس التنموي، يوضح علم الأعصاب بين الأشخاص كيف يمكن للتجارب التكاملية أن تعزز أو تقلل من نمو الألياف التكاملية في الدماغ. عند الولادة لم يتم تطوير دماغ الرضيع بشكل كامل، حيث كان 25% من حجم دماغ البالغين في عامه الأول، و75% في عامه الثاني، وبالتالي فإن هذا التخلف يسمح للبيئة بالمساهمة في التنمية، حيث تشهد المناطق تحت القشرية في الدماغ نموًا سريعًا في الأشهر الستة الأولى. تعزز الخلايا العصبية المرآتية هذا التطور، لأنها تطلق كلاهما عندما يرى المرء فعلًا مقصودًا في شخص آخر، ثم عندما يؤدون نفس الإجراء «يعكس» سلوك الآخر. تحفز الخلايا العصبية المرآة داخليًا أيضًا ما تراه يشعر به شخص آخر. حيث يتم تدريب الخلايا العصبية المرآتية من خلال تعلم نظرية هيب، يؤدي التنشيط المتزامن للخلايا إلى زيادات ملحوظة في القوة التشابكية بين تلك الخلايا، مما يعني «الخلايا التي تنطلق معًا، تتشابك معًا». في علم الأعصاب بين الأشخاص يتعلم الرضع والأطفال عواطف مثل السعادة والحزن من علاقاتهم مع مقدمي الرعاية الأساسيين وعكسهم. إن التواصل المتناغم لمقدم الرعاية الذي يتسم بالتعاطف وتقديم التوافر العاطفي للرضيع يشكل نموه العاطفي، لفظيًا وغير لفظي. أن تكون متوقفة على علاقة مقدم الرعاية بالرضيع. ومع ذلك تتطور المناطق بما في ذلك قشرة الفص الجبهي إلى العقد الثالث من العمر، حيث لا يكون التنظيم العاطفي الأساسي عاملاً مفرط الاعتماد على مقدم الرعاية.
يمكن للنشأة في بيئات عائلية مختلة بالضغط أو تعاني من عزلة اجتماعية شديدة أن تؤدي بالتالي إلى ضمور المناطق "العاطفية '' في الدماغ (على سبيل المثال، قشرة الفص الجبهي والجهاز الحوفي). يؤدي الغضب المنتظم إلى إضعاف إحساس الطفل بالقدرة والتماسك والعاطفة في التفاعلات مع الآخرين. يمكن أيضًا القول إن الآباء الذين يعانون من مشاكل شخصية لم يتم حلها قد يكونون قادرين على إبراز هذه المشاعر على أطفالهم. داخليًا يمكن للكورتيزول السمي العصبي المرتفع في المنطقة الحوفية والذي يتزامن مع تجارب التعلق دون الأمثل أن يقتل الخلايا العصبية ويغير الجينات في محور الغدة النخامية، الذي يتحكم في إفراز هرمون التوتر. يمكن تغيير الجزيئات التنظيمية التي تتحكم في التعبير الجيني عن طريق الإجهاد، مما يؤدي إلى تسريع تقليم وإعادة هيكلة الشبكات العصبية مما يزيد من ضعف الفرد الكامن تجاه التعلق والاضطرابات العقلية. إجمالاً اعتمادًا على صحة العلاقة بين الرضيع ومقدم الرعاية، سيتم ربط أنماط التعلق المتميزة المحددة في الملاحظة السريرية، الحالة الغريبة داخل الطفل بما في ذلك التعلق الآمن، والتعلق القلق المتناقض، والتعلق القلق الرافض. الأطفال الذين يفتقرون إلى الارتباط الآمن بمقدم الرعاية هم أكثر عرضة للأمراض العقلية. على سبيل المثال، يؤكد سيغل أن هناك عددًا قليلاً جدًا من الألياف المثبطة التي تربط من قشرة الفص الجبهي الأوسط نزولًا إلى اللوزة في الأشخاص المصابين بالاضطراب ثنائي القطب. لذا كطفل يبلغ من العمر 8 سنوات، إذا كان لديك 900 ألياف تنزل إلى اللوزة لتهدئتها، وتحتاج إلى 600 ألياف لتعمل بشكل جيد مع 900 فأنت بخير. ولكن أثناء عملية التقليم في مرحلة المراهقة، إذا تعرض الطفل لمستويات عالية من التوتر (بالإضافة إلى أنه من المحتمل أن يكون ناتجًا وراثيًا) وتم تقليم نصف الألياف المثبطة، فسوف يعاني من أعراض (مثل تقلبات المزاج) بسبب إعادة هيكلة الشبكات العصبية.
يشير هذا أيضًا إلى التحدي العابر للأجيال المتمثل في التعامل مع الإجهاد، حيث يمكن للوالدين الذين لديهم ارتباط سابق مقلق بمقدم الرعاية بالرضع أن ينقلوا أسلوب التعلق هذا إلى أطفالهم دون علمهم نظرًا لأن مرونة الدماغ لا تقتصر على سنوات النمو المبكرة، فقد يكون العلاج الفعال قادرًا على إنشاء روابط عصبية جديدة وشبكات عصبية مرتبطة بقواعد أفضل للعواطف والتواصل المتناغم، مما يسمح بتعزيز علاقات شخصية أفضل.

## تطبيقات للتدريب
على الرغم من عدم وجود بحث تجريبي حول التطبيق المتعمق لعلم الأعصاب بين الأشخاص، فإن العديد من الدراسات المستنيرة من علم الأعصاب بين الأشخاص تشير إلى فائدتها في مجموعة من المجالات.

### تقديم المشورة

#### ميلر وآخرون. 2016
استخدمت هذه الدراسة إطار عمل تحليل الظواهر التفسيرية في تقييم التحسينات المحتملة للممارسة السريرية للمستشارين بعد تعلم علم الأعصاب بين الأشخاص في دورة مدتها عام واحد. باختصار اعترف المستشارون بـ علم الأعصاب بين الأشخاص في تسهيل التطوير الشخصي والمهني. تضمن تطورهم الشخصي زيادة التعاطف والقبول تجاه الذات والآخرين. أبلغوا أيضًا عن زيادة الوعي بالذات، والتواجد في العلاقات مع الآخرين، والثقة في إحساسهم البديهي كأطباء، وكلها أثبتت خصائصها الحاسمة لممارسة الاستشارة الفعّالة. لاحظ غالبية المشاركين تحركًا نحو مرفقات أكثر أمانًا، مما يسمح لهم بالتعمق أكثر مع العملاء. ولاحظوا أيضًا أنهم أصبحوا أكثر وعيًا بردود الفعل تجاه العملاء التي كانت بسبب تاريخهم الشخصي، مما يسمح لهم بالاستجابة بشكل أكثر دقة لاحتياجات العملاء بدلاً من احتياجاتهم الخاصة. منظور علم الأعصاب بين الأشخاص للتجارب التي تؤثر على نمو الدماغ ثم العقل يساعد المشاركين على رؤية نضالات الأفراد بطريقة أقل «مرضية». كان من المرجح أن يؤدي هذا التحول في فهم صراعات العملاء إلى تحسين التعاطف وبالتالي العلاقات الشخصية والتدخلات المختارة بين الممارس والعميل.
تحد الطبيعة الذاتية لإطار عمل تحليل الظواهر التفسيرية وحجم العينة الصغير للمشاركين (ن=6) من موثوقية وصحة الدراسة، وبالتالي فعالية علم الأعصاب بين الأشخاص. كان لدى المشاركين أيضًا خصائص جنسانية وعرقية متجانسة نسبيًا، مما يشير إلى أن فوائد علم الأعصاب بين الأشخاص يحتمل أن تكون غير صالحة للهويات المختلفة.

#### ماير وآخرون. 2013
يتناول علم الأعصاب بين الأشخاص من خلال العمليات البيولوجية والشخصية التي تحدث في علاقات الرضيع/مقدم الرعاية، وما ينطوي عليه هذا التطور من نقاش الطبيعة مقابل التنشئة للمستشارين. أولاً يتم تشجيع المستشارين على اتباع نهج شامل لممارسة دمج التأثيرات الطبيعية والتغذية، مثل مشاهدة المشاعر المستفادة من مقدمي الرعاية فيما يتعلق بالأداء النفسي الحالي. قد يقيس المستشارون أيضًا التركيبات مثل التنظيم المؤثر لفهم التطور العاطفي للمريض وربطه بحالة الألياف التكاملية في قشرة الفص الجبهي والجهاز الحوفي. تمت التوصية أيضًا بتنفيذ مفاهيم علم الأعصاب بين الأشخاص للتعلق في علاقة الاستشارة بحيث يمكن تكوين ارتباط آمن بين المستشار والعميل ويمكن للعميل إعادة بناء أنماط تأثير صحية جديدة في بيئة آمنة. يُزعم أن هذا يتم تنفيذه من خلال تواصل المستشارين المتناغم والانعكاس العاطفي والتعاطف. يعترف منظور علم الأعصاب بين الأشخاص حول التنمية المبكرة أيضًا أن مشكلات العميل قد تعكس الأنماط التي تم تطويرها خلال مرحلة الطفولة. وبالتالي، يُنصح المستشارون بتحديد الأنماط العاطفية الفعّالة وغير الفعّالة حاليًا للعميل ومحاولة إعادة التوصيل العصبي للأنماط الصحية.

## العلاجات

### بادنوك وكوكس، 2013
يشارك نص بادنوك وكوكس (2013) تجربتهما في دمج الجوانب العصبية الحيوية بين الأشخاص في عملية العلاج الجماعي. أولاً تدعي زيادة الوعي التعاطف واليقظ بين المعالج وأعضاء المجموعة من خلال فهم شامل لمنظور علم الأعصاب بين الأشخاص للدماغ والعقل. يجادلون بأن هذا الوعي الذهني للذات والآخرين يساعد على التكامل بين قشرة الفص الجبهي والمناطق الحوفية، مما يعزز التنظيم العاطفي والشعور بالثقة، يليه زيادة التعاطف. يوفر هذا الهدوء المبلغ عنه طاقة تبدو أكثر أمانًا في الغرفة، مما يسمح لمجموعة أكبر من التجارب العميقة بالظهور في المجموعة. تُستخدم العلاقات بين الرضّع ومقدمي الرعاية في علم الأعصاب بين الأشخاص أيضًا في السماح للمرضى بالتعرف على «عيوب الشخصية» التي كان يعتقد سابقًا أنها قد تشير في الواقع إلى مشاكل بيولوجية عصبية قيد التطوير، والتي تدعي أنها تقلل العار وتزيد من التعاطف مع الذات. كما لوحظ أن المعلومات المتعلقة بالمرونة العصبية التي تشير إلى إمكانية «إعادة توصيل» المسارات العصبية غير الصحية قد خففت من النضالات الطويلة داخل المجموعة.
نشاط ذاكرة ضمني تم تطويره بواسطة سيغل، يتضمن استدعاء تجربة ممتعة حديثة على سبيل المثال «لعب الفريسبي مع كلبي في الحديقة يوم الأحد الماضي» وملاحظة ما تشعر به في الجسد بعد ذلك كان من المفترض أيضًا أن يكون فعّالًا في العلاج الجماعي. سمحت استعادة ذكريات الشعور بالتجربة الإيجابية للمرضى بأن يكونوا أكثر اتصالًا بمشاعرهم وتقوية سيطرتهم العاطفية ببطء. قد يؤدي فهم هذه الأنواع المختلفة من الذكريات والعواطف إلى تمكين المعالج الجماعي من رؤية الأشخاص يدخلون المجموعة بوضوح أكبر وتمييز أنماط الذاكرة الضمنية في حركة أو أحاسيس الجسم. قد يسمح أيضًا للمعالجين الجماعيين بالحفاظ على العلاقة بين المعالج والمريض.

### آخر

#### الصفحة، 2006 .L
توضح مجلة بيج (2006) تطبيق مفاهيم علم الأعصاب بين الأشخاص في القيادة / الإدارة في تشكيل التغيير التنظيمي. تنص الصفحة على أن التعاليم الواعية والوعي الاجتماعي التي يمكن أن تحفزها التعاليم المستندة إلى علم الأعصاب بين الأشخاص قد تسمح بمزيد من التواصل التعاوني العرضي، مما يسمح للآخرين «بالشعور». ثم يعتقد بيج أن هذا الاتصال المتناغم والطاقة يتم تقليدها وعكسها من قبل الموظفين. بمرور الوقت تصبح الأنماط العصبية والعقلية والسلوكية متأصلة داخل المنظمة، مما يشجع الموظفين على مواجهة تحدي القيادة الموزعة، وتعزيز التعقيد الفردي والتنظيمي.